# Biblioteca Congresului Statelor Unite ale Americii
Biblioteca Congresului Statelor Unite ale Americii (în engleză The Library of Congress of the United States of America, cunoscută sub forma prescurtată adesea folosită de Library of Congress) este biblioteca publică cea mai mare și importantă, fiind de fapt biblioteca națională a Statelor Unite ale Americii. 
Situată în trei clădiri în Washington, D.C., Library of Congress este simultan și cea mai mare bibliotecă a lumii după numărul de rafturi, numărul de cărți și numărul de obiecte aflate în colecția sa. Aceasta conține mai mult de 30 de milioane de cărți și alte materiale tipărite în peste 470 de limbi, mai mult de 61 de milioane de manuscrise, cele mai rare colecții de cărți din America de Nord, inclusiv forma nefinisată a Declarației de Independență, una din cele patru copii existente în toată lumea a Bibliei lui Gutenberg, peste 1 milion de ediții ale ziarelor din toată lumea din ultimele trei secole, peste 6.000 de benzi desenate, filme, 4,8 milioane de hărți, 2,7 milioane de înregistrări, peste 13,7 milioane de poze și imagini, inclusiv desene arhitecturale și piese de artă, Betts Stradivarius⁠(d) și Cassavetti Stradivarius.  După retragerea lui James H. Bullington, care a slujit între anii 1987 și 2015, titlul oficial de Librarian of Congress a fost conferit lui David S. Mao⁠(d), cel de-al paisprezecelea director al Bibliotecii Congresului de la ființarea sa.

## Librarians of Congress
Titlul de Librarian of Congress (în traducere, Bibliotecarul Congresului) desemnează directorul întregii instituții. Această persoană este numită de președintele Statelor Unite la recomandarea și aprobarea Senatului țării, servind în calitatea de bibliotecar șef al tuturor secțiunilor Bibliotecii Congresului. Una din responsabilitățile cu care este însărcinat Librarian of Congress este aceea de a numi un Poet Laureate⁠(d), un poet laureat consultant în poezie.
Doar paisprezece persoane au avut cinstea și onoarea de a fi Librarian of Congress în cei 216 ani de existență a instituției culturale.
1. John James Beckley⁠(d) (1802 - 1807)
2. Patrick Magruder⁠(d) (1807 - 1815)
3. George Watterston⁠(d) (1815 - 1829)
4. John Silva Meehan⁠(d) (1829 - 1861)
5. John Gould Stephenson⁠(d) (1861 - 1864)
6. Ainsworth Rand Spofford⁠(d) (1864 - 1897)
7. John Russell Young⁠(d) (1897 - 1899)
8. Herbert Putnam⁠(d) (1899 - 1939)
9. Archibald MacLeish (1939 - 1944)
10. Luther H. Evans⁠(d) (1945 - 1953)
11. Lawrence Quincy Mumford⁠(d) (1954 - 1974)
12. Daniel J. Boorstin⁠(d) (1975 - 1987)
13. James H. Billington⁠(d) (1987 - 2015) - retras
14. David S. Mao⁠(d) (2015 - prezent)

## Evenimente anuale
- Archives Fair
- Davidson Fellows Reception
- Founder's Day⁠(d) Celebration

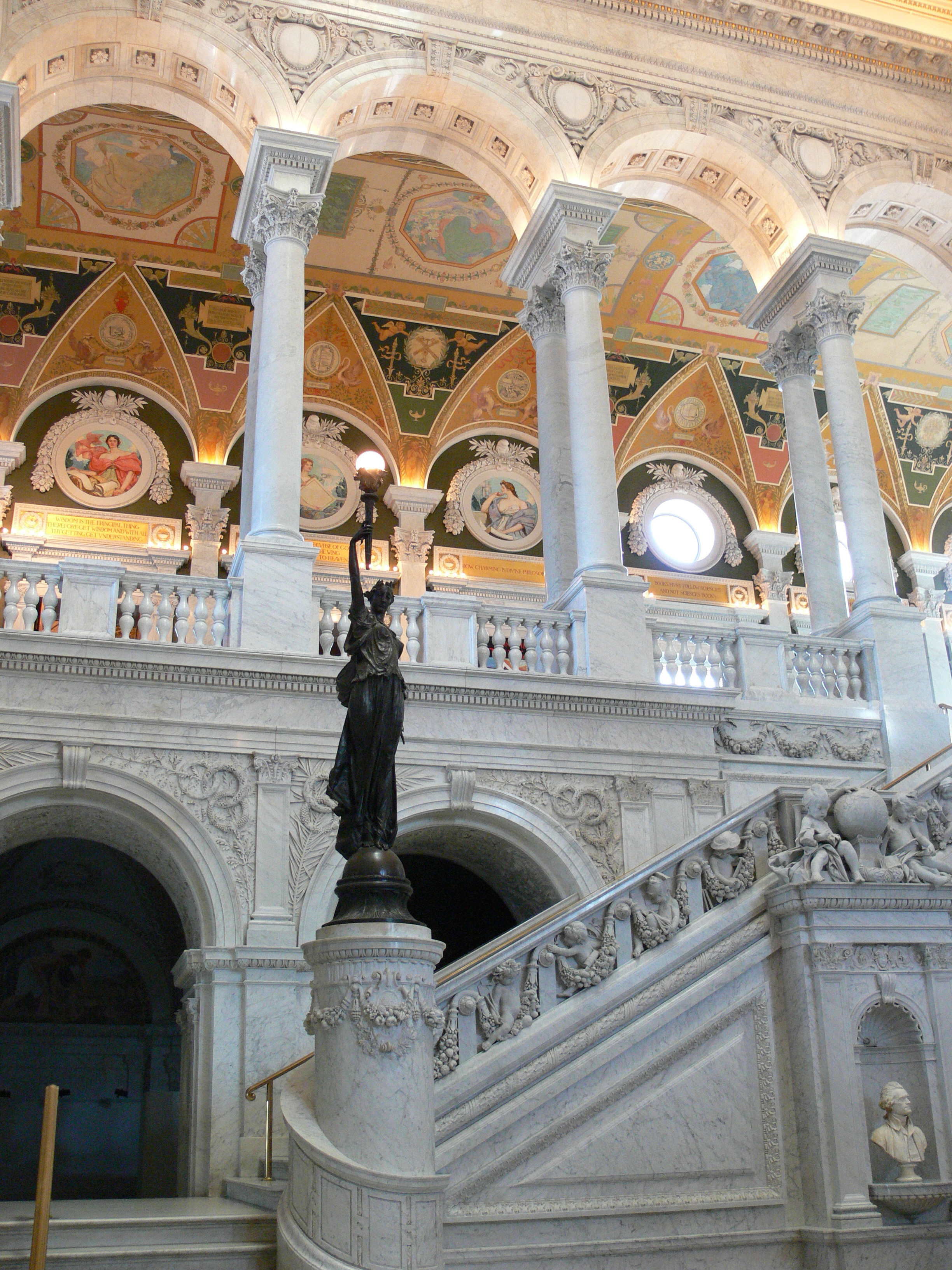
The Great Hall interior

- Gershwin Prize for Popular Song⁠(d)
- Judith P. Austin Memorial Lecture
- The National Book Festival⁠(d)